# Oxyoppia uncinata
Oxyoppia uncinata är en kvalsterart som beskrevs av Wen 1993. Oxyoppia uncinata ingår i släktet Oxyoppia och familjen Oppiidae. Inga underarter finns listade i Catalogue of Life.